# Citronové zimní
Citronové zimní (Malus domestica 'Citronové Zimní') je ovocný strom, kultivar druhu jabloň domácí z čeledi růžovitých. Plody jsou řazeny mezi zimní odrůdy jablek, sklízí se v 1. polovině října, konzumně dozrává v prosinci. Odrůda pochází pravděpodobně z Francie nebo Německa.

## Cizí názvy
Citron d'́Hiver, Reinette du Roi, Royale, Winter Citronenapfel, Winter-Citronenapfel, Winter-Zitronenapfel, Winterzitrone, Citronové zimní, Cytrynówka zimowa a další. 

## Rozšíření
V ČR se nachází ve starých zahradách.

## Charakteristika

### Růst
Roste bujně, vytváří mohutné, vysoké a široké koruny. Hlubší řez oddaluje plodnost.

#### Květy
Je špatným opylovačem (triploidní odrůda). Kvete středně raně. Květy jsou velmi odolné proti mrazu.

#### Plod
Plody jsou střední až větší velikosti (150-200g), ploše kulovitého až tupě kuželovitého tvaru, citronově žluté s červeným líčkem a s malými lenticely. Dužnina je zpočátku tuhá, později měkčí, žlutavě bílá hrubozrnná, velmi šťavnatá, navinule sladkokyselé, před dosažením konzumní zralosti kyselé chuti, bez jakékoliv kořenitosti, podřadnější. Sklízí se v 1. polovině října, konzumní zralosti dosahuje v prosinci a vydrží do dubna i déle, nehnije, nevadne, ale v suchém sklepě může moučnatět.

##### Plodnost
Hojná, ale střídavá. Do plodnosti nastupuje později, a to po 5. - 6. letech od výsadby. 

###### Použití
Je vhodná ke skladování, k přímému konzumu, transportu i ke kuchyňskému zpracování.

## Odolnost
Proti mrazu je vysoká, na padlí a strupovitost je středně náchylná. V zamokřených půdách může trpět rakovinou. Plody jsou odolné proti otlačení.

## Zhodnocení
Mezi klady této odrůdy patří velmi dobrá skladovatelnost a malá náročnost jabloně. Mezi nedostatky patří střídavá plodnost, velmi bujný růst a horší chuť plodů.